# ۵۲۱ (خورشیدی)
۵۲۱ پانصد و بیست و یکمین سال هجری خورشیدی است.